# Loreta Kullashi
Loreta Kullashi (Helsinki, 20 maggio 1999) è una calciatrice svedese, attaccante dell'Inter.

## Biografia
Nata ad Helsinki, in Finlandia, da genitori kosovari di origini albanesi, si è poi trasferita con la famiglia in Svezia all'età di cinque anni, stabilendosi ad Halmstad.

## Carriera

### Club
Kullashi inizia a giocare nello Snöstorp Nyhem, squadra di Halmstad, per poi entrare nel settore giovanile dell'AIK nell'estate del 2011. Il 29 marzo 2015, a 15 anni, debutta in prima squadra, giocando da titolare la partita degli ottavi di finale di coppa nazionale contro l'Umeå IK, poi persa 1-0 ai tempi supplementari. Lungo lo stesso anno, gioca anche sei partite in campionato, anche se l'AIK retrocede al termine della stagione.
Nell'annata seguente, Kullashi diventa una titolare della squadra di Solna, segnando 20 gol in 23 partite fra campionato e coppe. Dopo aver sostenuto un provino con il Manchester City all'inizio del 2017, il 21 luglio seguente l'attaccante viene ufficialmente ingaggiata dall'Eskilstuna United, nella massima serie nazionale. Il 3 settembre, invece, fa il suo esordio per il club nella vittoria per 4-0 in campionato sul Limhamn Bunkeflo, segnando anche le sue prime due reti in Damallsvenskan. Nonostante alcuni infortuni, lungo le stagioni con il club Kullashi si mette in mostra come una delle attaccanti più promettenti del panorama calcistico svedese.
L'11 luglio 2021, Kullashi passa a titolo definitivo al Rosengård, con cui firma un contratto valido fino al 31 dicembre 2024. Il 31 agosto seguente, debutta in UEFA Women's Champions League, subentrando nel secondo tempo della gara di andata del secondo turno di qualificazione contro l'Hoffenheim, persa per 3-0; l'8 settembre, invece, nella gara di ritorno, segna la sua prima rete in Champions League, contribuendo così ad un pareggio per 3-3, tuttavia non sufficiente per consentire il passaggio del turno alla sua squadra. Con la formazione rossoblu, l'attaccante conquista due campionati consecutivi, nel 2021 e nel 2022, oltre ad una coppa nazionale (nel 2022).
Il 14 settembre 2023, Kullashi viene ceduta in prestito per una stagione al Sassuolo, in Serie A. Fa il suo esordio in maglia neroverde il 1º ottobre seguente, subentrando a Maria Luisa Filangeri all'80º minuto della sfida di campionato contro il Pomigliano, terminata sull'1-1. Il 26 novembre successivo, invece, segna i suoi primi gol con la formazione emiliana, mettendo a referto una tripletta nell'incontro di campionato vinto per 4-0 in casa della Sampdoria. A disposizione del tecnico Gianpiero Piovani, l'attaccante svedese colleziona in tutto 25 presenze fra campionato e Coppa Italia, risultando anche la seconda calciatrice più prolifica del Sassuolo, con sette reti, al pari di Daniela Sabatino, e a due sole lunghezze di distanza da Lana Clelland.
Rientrata al Rosengård durante l'estate del 2024, il 23 agosto seguente Kullashi passa a titolo definitivo all'Inter, di nuovo in Serie A, con cui firma un contratto biennale. Non trovando spazio con il club nerazzurro nella prima parte della stagione, il 7 gennaio 2025 viene ceduta in prestito al Napoli, sempre nella massima serie italiana, fino all'estate dello stesso anno.

### Nazionale

#### Nazionali giovanili
Nell'ottobre del 2016, Kullashi è stata inclusa nella rosa della nazionale Under-20 svedese che ha partecipato ai Mondiali di categoria in Papua Nuova Guinea.
Nel marzo del 2023, è stata soggetta a provvedimenti disciplinari, insieme alla compagna di squadra Angel Mukasa, per aver lasciato senza permesso il ritiro della nazionale Under-23 durante una serie di incontri amichevoli.

#### Nazionale maggiore
Il 12 dicembre 2017, ha ricevuto la sua prima convocazione in nazionale maggiore dal CT Peter Gerhardsson, in occasione di un incontro amichevole contro il Sudafrica. Quindi, ha fatto il suo esordio il 21 gennaio 2018, a 18 anni, nella suddetta partita, subentrando ad Elin Rubensson all'inizio del secondo tempo e segnando i suoi primi due gol in nazionale, contribuendo così alla vittoria per 3-0 delle Blågult.
Il 4 ottobre 2019, l'attaccante ha esordito nelle qualificazioni agli Europei del 2022, subentrando e segnando una rete nel secondo tempo della partita in casa dell'Ungheria, vinta per 5-0.

## Statistiche

### Presenze e reti nei club
Statistiche aggiornate all'11 maggio 2025.
| Stagione          | Squadra           | Campionato        | Campionato | Campionato | Coppe nazionali | Coppe nazionali | Coppe nazionali | Coppe continentali | Coppe continentali | Coppe continentali | Altre coppe | Altre coppe | Altre coppe | Totale | Totale |
| Stagione          | Squadra           | Comp              | Pres       | Reti       | Comp            | Pres            | Reti            | Comp               | Pres               | Reti               | Comp        | Pres        | Reti        | Pres   | Reti   |
| ----------------- | ----------------- | ----------------- | ---------- | ---------- | --------------- | --------------- | --------------- | ------------------ | ------------------ | ------------------ | ----------- | ----------- | ----------- | ------ | ------ |
| 2015              | AIK               | DS                | 6          | 0          | CN              | 1               | 0               | -                  | -                  | -                  | -           | -           | -           | 7      | 0      |
| 2016              | AIK               | EL                | 20         | 15         | CN              | 2               | 3               | -                  | -                  | -                  | -           | -           | -           | 22     | 18     |
| 2017              | AIK               | DS                | 12         | 9          | CN              | 1               | 1               | -                  | -                  | -                  | -           | -           | -           | 13     | 10     |
| Totale AIK        | Totale AIK        | Totale AIK        | 38         | 24         | -               | 4               | 4               | -                  | -                  | -                  | -           | -           | -           | 42     | 28     |
| 2017              | Eskilstuna United | DS                | 10         | 6          | CN              | -               | -               | -                  | -                  | -                  | -           | -           | -           | 10     | 6      |
| 2018              | Eskilstuna United | DS                | 11         | 1          | CN              | 5               | 3               | -                  | -                  | -                  | -           | -           | -           | 16     | 4      |
| 2019              | Eskilstuna United | DS                | 19         | 2          | CN              | 3               | 1               | -                  | -                  | -                  | -           | -           | -           | 22     | 3      |
| 2020              | Eskilstuna United | DS                | 21         | 9          | CN              | 2               | 1               | -                  | -                  | -                  | -           | -           | -           | 23     | 10     |
| 2021              | Eskilstuna United | DS                | 11         | 4          | CN              | 5               | 3               | -                  | -                  | -                  | -           | -           | -           | 16     | 7      |
| Totale Eskilstuna | Totale Eskilstuna | Totale Eskilstuna | 72         | 22         | -               | 15              | 8               | -                  | -                  | -                  | -           | -           | -           | 87     | 30     |
| 2021              | Rosengård         | DS                | 9          | 0          | CN              | 3               | 3               | -                  | -                  | -                  | -           | -           | -           | 12     | 3      |
| 2022              | Rosengård         | DS                | 26         | 9          | CN              | 2               | 1               | WCL                | 2                  | 1                  | -           | -           | -           | 30     | 11     |
| 2023              | Rosengård         | DS                | 12         | 3          | CN              | -               | -               | WCL                | 7                  | 1                  | -           | -           | -           | 19     | 4      |
| Totale Rosengård  | Totale Rosengård  | Totale Rosengård  | 47         | 12         | -               | 5               | 4               | -                  | 9                  | 2                  | -           | -           | -           | 61     | 18     |
| 2023-2024         | Sassuolo          | A                 | 24         | 7          | CI              | 1               | 0               | -                  | -                  | -                  | -           | -           | -           | 25     | 7      |
| gui.-dic. 2024    | Inter             | A                 | 0          | 0          | CI              | 1               | 0               | -                  | -                  | -                  | -           | -           | -           | 1      | 0      |
| gen.-giu. 2025    | Napoli            | A                 | 13         | 0          | CI              | 2               | 0               | -                  | -                  | -                  | -           | -           | -           | 15     | 0      |
| 2025-2026         | Inter             | A                 | -          | -          | CI              | -               | -               | UWCL               | -                  | -                  | WC          | -           | -           | -      | -      |
| Totale Inter      | Totale Inter      | Totale Inter      | 0          | 0          | -               | 1               | 0               | -                  | -                  | -                  | -           | -           | -           | 1      | 0      |
| Totale carriera   | Totale carriera   | Totale carriera   | 194        | 65         | -               | 28              | 16              | -                  | 9                  | 2                  | -           | -           | -           | 231    | 83     |

## Palmarès

### Club
- Campionato svedese: 2

Rosengård: 2021, 2022
- Coppa di Svezia: 1

Rosengård: 2021

### Nazionale
- Algarve Cup: 1

2018